# Patric Niederhauser

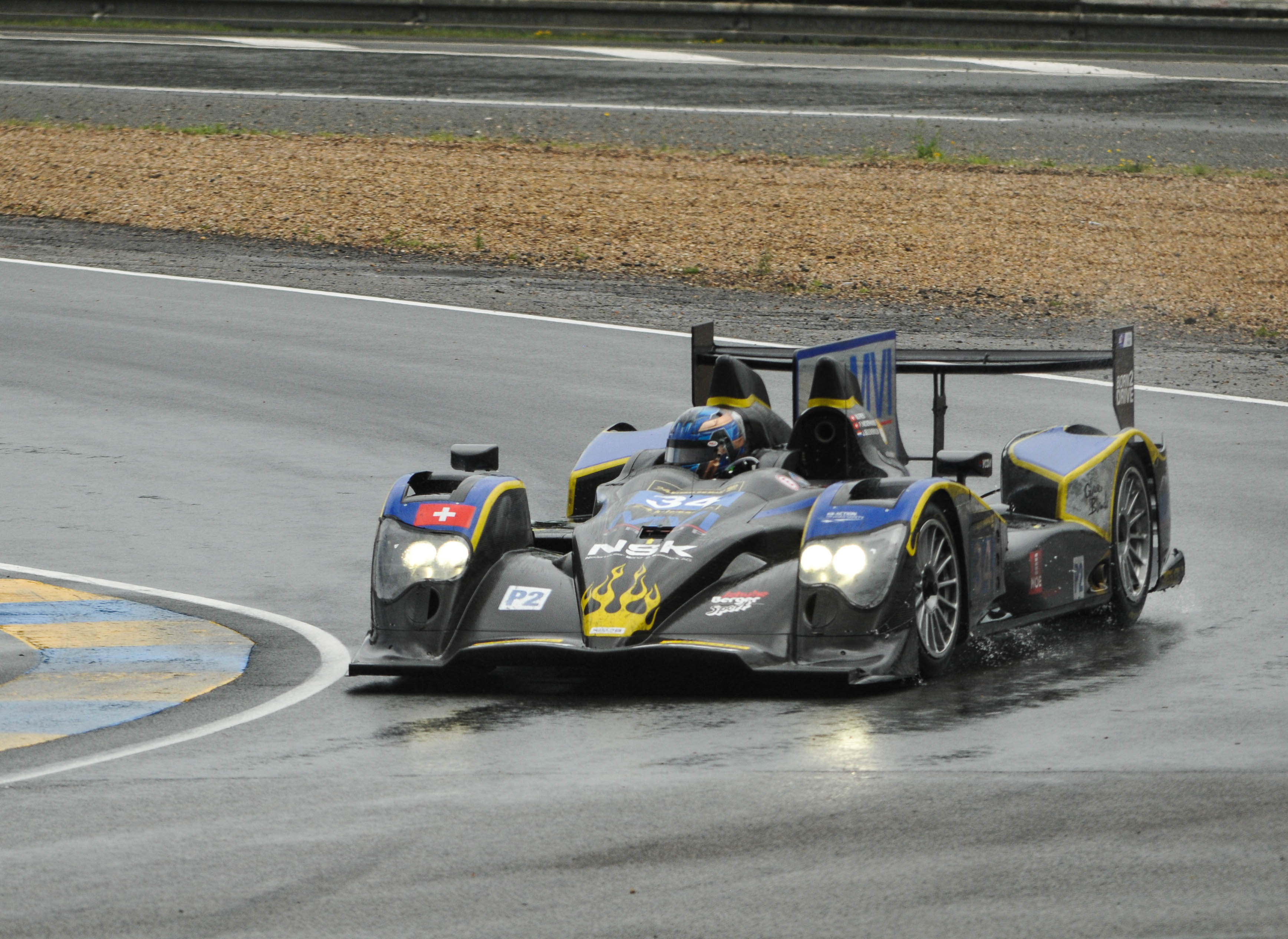
Der Oreca 03 von Jeroen Bleekemolen, Patric Niederhauser und Michel Frey beim 24-Stunden-Rennen von Le Mans 2013

Patric Niederhauser (* 8. Oktober 1991 in Münsingen) ist ein Schweizer Automobilrennfahrer. Er gewann 2011 die italienische Formel Abarth. Von 2012 bis 2014 startete er in der GP3-Serie. Seit 2016 fährt er in der ADAC GT Masters und wurde 2019 Meister.

## Karriere
Niederhauser begann seine Motorsportkarriere 2006 im Kartsport, in dem er bis 2009 aktiv war. Unter anderem wurde er 2007 und 2008 Dritter beim Schweizer KF2-Bridgestone-Cup sowie 2009 Zweiter im Schweizer Super Rok Cup. 2010 wechselte Niederhauser in den Formelsport und startete für Jenzer Motorsport in der Formel Abarth. Mit einem Sieg und fünf dritten Plätzen wurde er Vizemeister hinter Brandon Maïsano. Nach Punkten stand es 106 zu 128 zwischen den beiden Piloten. Darüber hinaus absolvierte er zwei Gaststarts in der Schweizer Formel Renault, in der er beide Male auf dem Podest stand. 2011 blieb Niederhauser bei Jenzer Motorsport in der Formel Abarth. Er gewann acht Rennen. In der italienischen Wertung gewann er mit acht Podest-Platzierungen und 149 Punkten den Meistertitel vor Sergei Sirotkin, der 136 Punkte erzielt hatte. In der europäischen Wertung endete das Duell umgekehrt: Sirotkin wurde mit 175 zu 138 Punkten vor Niederhauser Meister. In dieser Kategorie stand Niederhauser neun Mal auf dem Podium.
Nachdem Niederhauser im Winter 2011/2012 für Jenzer Motorsport an GP3-Testfahrten teilgenommen hatte, erhielt er bei dem Rennstall ein Cockpit für die GP3-Serie 2012. Er gewann zwei Rennen und schloss die Saison als bester Pilot seines Rennstalls auf dem siebten Platz der Fahrerwertung ab. Darüber hinaus startete Niederhauser für BVM zu drei von acht Veranstaltungen der italienischen Formel-3-Meisterschaft. Dabei entschied er ein Rennen für sich. Für die GP3-Serie 2013 behielt Niederhauser sein Cockpit bei Jenzer. Beim Saisonauftakt erzielte er die Plätze zwei und drei. Es blieben seine einzigen Podest-Platzierungen. Als bester Jenzer-Fahrer lag er am Saisonende auf dem 13. Gesamtrang. Darüber hinaus erhielt Niederhauser einen Vertrag bei Race Performance in der European Le Mans Series, in der er 2013 sein Debüt bei Langstreckenrennen gab. Er startete dort in der LMP2-Klasse bei vier von fünf Rennen. Er erreichte den neunten Platz in der LMP2-Fahrerwertung. Darüber hinaus debütierte er 2013 für Race Performance beim 24-Stunden-Rennen von Le Mans. 2014 wechselte Niederhauser innerhalb der GP3-Serie zu Arden International. Er gewann zwei Rennen und beendete die Saison auf dem zehnten Platz im Gesamtklassement. Des Weiteren fuhr er für Race Performance bei einem ELMS-Rennen.
2015 wechselte Niederhauser in den GT-Sport und tritt für Raton Racing in der Lamborghini Super Trofeo an. Darüber hinaus debütierte Niederhauser 2015 im Formelsport beim Daiko Team Lazarus in der GP2-Serie.
Seit 2016 tritt Patric Niederhauser in der ADAC GT Masters an. Seinen größten Erfolg errang er dabei in der Saison 2019, als er im Team HCB Rutronik Racing an der Seite von Kelvin van der Linde drei Saisonrennen gewinnen und die Gesamtmeisterschaft der Serie erringen konnte.

## Persönliches
Patric Niederhauser ist mit der Rennfahrerin Marylin Niederhauser liiert. Die Namensgleichheit der beiden Nachnamen ist zufällig.

## Statistik

### Karrierestationen
| - 2006–2009: Kartsport - 2010: Formel Abarth (Platz 2) - 2011: Formel Abarth, italienisch (Meister) - 2011: Formel Abarth, europäisch (Platz 2) - 2012: GP3-Serie (Platz 7) - 2012: Italienische Formel 3 (Platz 11) | - 2013: GP3-Serie (Platz 13) - 2013: ELMS, LMP2 (Platz 9) - 2014: GP3-Serie (Platz 10) - 2014: ELMS, LMP2 (Platz 20) - 2015: Lamborghini Super Trofeo, Pro - 2015: GP2-Serie (Platz 34) | - 2016: ADAC GT Masters (-) - 2017: ADAC GT Masters (Platz 21) - 2018: Blancpain GT Series Asia - GT3 (Platz 3) - 2019: ADAC GT Masters (Meister) |

### Einzelergebnisse in der GP3-Serie
| Jahr | Team                | 1   | 2   | 3   | 4   | 5   | 6   | 7   | 8   | 9   | 10  | 11  | 12  | 13  | 14  | 15  | 16  | 17  | 18  | Punkte | Rang |
| ---- | ------------------- | --- | --- | --- | --- | --- | --- | --- | --- | --- | --- | --- | --- | --- | --- | --- | --- | --- | --- | ------ | ---- |
| 2012 | Jenzer Motorsport   | ESP | ESP | MON | MON | ESP | ESP | GBR | GBR | GER | GER | HUN | HUN | BEL | BEL | ITA | ITA |     |     | 101    | 7.   |
| 2012 | Jenzer Motorsport   | 4   | 5   | DNF | 15  | 8   | 1   | 10  | 3   | 1   | 9   | 16  | 2   | 11  | 6   | 5   | DNF |     |     | 101    | 7.   |
| 2013 | Jenzer Motorsport   | ESP | ESP | ESP | ESP | GBR | GBR | GER | GER | HUN | HUN | BEL | BEL | ITA | ITA | UAE | UAE |     |     | 33     | 13.  |
| 2013 | Jenzer Motorsport   | 2   | 3   | 13  | DNF | 15  | 11  | 12  | 8   | 25  | 15  | DNF | 9   | 8   | DNF | DNF | 15  |     |     | 33     | 13.  |
| 2014 | Arden International | ESP | ESP | AUT | AUT | GBR | GBR | GER | GER | HUN | HUN | BEL | BEL | ITA | ITA | RUS | RUS | UAE | UAE | 62     | 10.  |
| 2014 | Arden International | 10  | 9   | 10  | 6   | 13  | DNF | 12  | 6   | 6   | 1   | DNF | DNF | 13  | 19  | 8   | 1   | 7   | DSQ | 62     | 10.  |

### Einzelergebnisse in der GP2-Serie
| Jahr | Team               | 1   | 2   | 3   | 4   | 5   | 6   | 7   | 8   | 9   | 10  | 11  | 12  | 13  | 14  | 15  | 16  | 17  | 18  | 19  | 20  | 21  | 22  | Punkte | Rang |
| ---- | ------------------ | --- | --- | --- | --- | --- | --- | --- | --- | --- | --- | --- | --- | --- | --- | --- | --- | --- | --- | --- | --- | --- | --- | ------ | ---- |
| 2015 | Daiko Team Lazarus | BRN | BRN | ESP | ESP | MON | MON | AUT | AUT | GBR | GBR | HUN | HUN | BEL | BEL | ITA | ITA | RUS | RUS | BRN | BRN | UAE | UAE | 0      | 34.  |
| 2015 | Daiko Team Lazarus |     |     |     |     |     |     |     |     |     |     |     |     |     |     | 17  | 17  |     |     |     |     |     |     | 0      | 34.  |

### Le-Mans-Ergebnisse
| Jahr | Team             | Fahrzeug | Teamkollege | Teamkollege        | Platzierung | Ausfallgrund |
| ---- | ---------------- | -------- | ----------- | ------------------ | ----------- | ------------ |
| 2013 | Race Performance | Oreca 03 | Michel Frey | Jeroen Bleekemolen | Rang 18     |              |